# TADB
TADB è un singolo del gruppo musicale italiano Rovere, pubblicato l'8 marzo 2019 come terzo estratto dal primo album in studio Disponibile anche in mogano.

## Descrizione
Il brano è stato scritto da Luca Lambertini, Lorenzo Stivani e Riccardo Zanotti (leader del gruppo musicale Pinguini Tattici Nucleari).

## Video musicale
Il video musicale, diretto da Laclique, è stato pubblicato il 13 marzo 2019 attraverso il canale YouTube del gruppo musicale.

## Tracce
Testi di Luca Lambertini, Lorenzo Stivani e Riccardo Zanotti, musiche di Giorgio Patelli, Nelson Venceslai, Luca Lambertini, Lorenzo Stivani e Riccardo Zanotti.
1. TADB – 3:09